# 北九州中央病院
北九州中央病院（きたきゅうしゅうちゅうおうびょういん）は、九州最大の規模を誇る病院グループ特定医療法人北九州病院グループが運営する医療機関である。

## 概要
正式名称は、医療法人北九州病院北九州中央病院。同病院は、福岡県北九州市小倉北区に存在し、おもに内科系の診療科をおいている。又、内科系だけでは無く高齢化社会に対応できるよう在宅診療、ヘルスケアーも行っている。
白銀地区にあった旧北九州中央病院は、主に心臓血管外科などの外科系の病院であったが旧病棟がかなり老朽化が進んでいた為2003年（平成15年）4月に新たに三萩野地区に新病棟を建設・現在地に移転した。
その際、心臓血管外科など外科系の診療・治療・外来全てを廃止し内科系診療などを行う療養型病院へ変更した。
同病院は西日本では珍しい高層マンションとアプローチを共有する病院である。ビル名は、メディックス三萩野。
また、同病院は特定医療法人北九州病院グループの出発点である。同病院は、1962年（昭和37年）5月に設立、開院した。開院当初は白銀地区に病棟を構えていた。
開院以来右肩上がりに病床数、系列病院数を増やし現在の特定医療法人北九州病院グループに至っている。

## 沿革
- 1955年（昭和30年） 5月 - 呼吸器・結核専門病院として開院。病床数50床。
- 1965年（昭和40年） 2月 - 結核病床から一般病床へ転換。150床へ増床。
- 1967年（昭和42年） 5月 - 北九州中央病院から北九州白銀病院へ改称。170床へ増床。
- 1971年（昭和46年） 7月 - 救急医療開始。（救急告示病院）
- 1979年（昭和54年） 6月 - 北九州白銀病院から北九州中央病院へ改称。
- 1984年（昭和59年） 2月 - 病床数を大幅に増床。170床から440床へ増床。
- 1999年（平成11年） 4月 - 特別許可老人病院へ転換。同時に救急医療も終了し療養型病院へ転換。
- 2001年（平成13年） 2月 - 260床へ減床。
- 2001年（平成13年）12月 - 300床へ増床。
- 2002年（平成14年）10月 - 白銀地区に存在した旧病棟が老朽化したことにより香春口に建設された新病棟へ完全移転。
- 2005年（平成17年） 9月 - 財団法人日本医療機能評価機構より4.0Verの認定を受ける。
- 2010年（平成22年） 7月 - 口腔リハビリ開始。
- 2011年（平成23年） 4月 - 介護保険病棟60床を医療療養病棟へ変更（介護保険病棟60床、医療保険病棟240床）
- 2017年（平成29年） 6月 - 介護保険病棟60床を医療療養病棟へ変更（医療保険病棟300床）

## 病院内部構造
- 9階 ： 病室、デイコーナー、面談室、食堂、スタッフステーション
- 8階 ： 病室、デイコーナー、面談室、食堂、スタッフステーション
- 7階 ： 病室、デイコーナー、面談室、食堂、スタッフステーション
- 6階 ： 病室、デイコーナー、面談室、食堂、スタッフステーション
- 5階 ： 病室、デイコーナー、面談室、食堂、スタッフステーション
- 4階 ： スタッフフロアー
- 3階 ： 総合受付、診察室1、診察室2、診察室3、診察室4、中央処置室、検査室、CT室、一般撮影室、透視室、リハビリステーション室、言語聴覚療法室、売店
- 2階 ： 立体駐車場（有料である。20分無料。それ以降は、1時間100円）
- 1階 ： 立体駐車場入口、テナント区画（北九州市住宅供給公社の管轄。セブンイレブン等が入居）

## 基本理念
- 北九州中央病院の基本理念
敬愛　信頼　協調
- 北九州病院グループの基本理念
信頼　協調　貢献

## 病院情報
- 診療受付時間
  - 平日 ： 午前診療は、8時30分から11時30分まで（新患は11時まで受付）。午後診療は休診。
  - 土曜、日曜、祝日は休診
- 面会時間 ： 平日のみ。面会開始時間は特に規定が無い。面会時間終了時刻は午後8時00分。
- 病床数 300床、医療保険ベッド 300床
- 診療科 ： 内科、消化器内科、循環器内科、リハビリテーション科（リハビリテーション科の外来診療、外来受付は一切していない。）

## 関連医療機関

### 北九州病院グループ
- 北九州総合病院
- 北九州八幡東病院
- 北九州湯川病院
- 北九州安部山公園病院
- 北九州津屋崎病院
- 北九州古賀病院
- 若杉病院
- 北九州小倉病院